# SCM Timișoara
RCM Timișoara – rumuński zespół rugby z siedzibą w Timișoarze, występujący w rumuńskiej SuperLidze.
Rumuńskie kluby rugby nie biorą udziału w europejskich rozgrywkach z powodu różnicy pomiędzy nimi a czołowymi drużynami w Europie. Natomiast rumuńska drużyna związkowa uczestniczy co roku w Europejskim Puchar Challenge jako București Rugby. 
Drużyna swoje mecze rozgrywa na stadionie Electromotor mieszczącym 1000 widzów. Planowana jest jednak rozbudowa stadionu wraz z przylegającą infrastrukturą, a koszty szacowane są na około 300 tys. euro.

## Historia
Klub został założony 12 kwietnia 1949 jako Clubul Sportiv Universitar Timișoara i pierwszy mecz rozegrał w październiku tego roku. W 1966 r. nastąpiła zmiana nazwy na Universitatea Timișoara, odtąd klub zaczął się piąć w górę ligowej tabeli, czego kulminacją było zdobycie mistrzostwa kraju w sezonie 1971-72 jako pierwsza drużyna spoza Bukaresztu. W kolejnych trzech sezonach drużyna również stawała na podium, po czym kolejne takie osiągnięcie nastąpiło dopiero na początku lat dziewięćdziesiątych, kiedy to przez trzy lata z rzędu zawodnicy stawali na najniższym stopniu podium.
Na kolejne sukcesy drużyna z Timișoary czekała 19 lat – w 2011 ponownie zdobyła brązowy medal mistrzostw Rumunii, a także pierwszy w historii klubu puchar kraju.
Pod koniec 2011 roku dwuletni trenerski kontrakt z klubem podpisał zdobywca Pucharu Świata z 1995 – Chester Williams. Już w pierwszym sezonie pod jego wodzą zespół zdobył pierwsze od czterdziestu lat mistrzostwo kraju. Sukces powtórzył rok później, po czym nie odnowił kontraktu z zespołem.

## Sukcesy
- Mistrzostwo Rumunii (3):  1971-72, 2012, 2013
- Puchar Rumunii (1):  2011